# 諸熊奎治
諸熊奎治（日语：／ Morokuma Keiji ?，1934年7月12日—2017年11月27日），日本理論化學家。瑞寶中綬章表彰。文化功勞者。
諸熊曾任自然科學研究機構分子科學研究所名譽教授、美國艾默理大學名譽教授、京都大學福井謙一紀念研究中心高級研究員與国际量子分子科学院第7、8任主席。

## 生平
1934年7月12日，諸熊奎治誕生於日本鹿兒島縣。1957年京都大學工學部畢業。1963年獲得工學博士學位（京都大學），指導教授為亞洲首位諾貝爾化學獎得主福井謙一。
- 1962年 京都大學工學部助手（福井謙一研究室）
- 1964年-1966年 哥倫比亞大學博士後研究員（傅爾布萊特計畫）[1]
- 1966年-1967年 哈佛大學博士後研究員[1]
- 1967年 羅徹斯特大學助理教授
- 1969年 升等副教授
- 1971年 升等教授
- 1976年 改任職於分子科學研究所（日语：分子科学研究所）
- 1993年 改任職於艾默理大學
- 2006年 改任職於京都大學

## 貢獻
諸熊奎治對理論化學、計算化學的發展有諸多貢獻，比較知名的有：
- 1968年使用ab initio計算預測水的二聚體結構。
- 與北浦和夫一同開發分子間相互作用的能量分割法。
- 開發固有反應坐標的計算程式。
- 確定一種金屬催化反應週期的能量profile。

近年致力於開發量子化學計算程式「GAUSSIAN」的ONIOM法。

## 榮譽
- 恩赐奖 (日本学士院)
- 日本学士院奖
- 日本化學會獎
- 国际量子分子科学院Academy獎
- WATOC Schrödinger Medal
- 瑞寶中綬章
- 文化功勞者（理論化學･計算化學）

## 外部連結
- 本市初となる名誉市民に、理論科学者の諸熊奎治氏泉佐野市 広報いずみさの平成26年3月号